# Szkoła Festiwalu Nauki
Szkoła Festiwalu Nauki (SFN) – organizacja popularyzatorska mająca na celu popularyzację nauki (ze szczególnym naciskiem na genetykę i  biologię molekularną). Najważniejszym zadaniem SFNu jest poprawa stanu wiedzy i świadomości naukowej w społeczeństwie.
W marcu 2010 została przekształcona w BioCentrum Edukacji Naukowej.

## Działalność
Większość zajęć prowadzonych przez SFN jest wolnodostępna (warsztaty po uprzedniej rejestracji) i skierowana do szerokiego odbiorcy, jednakże działalność Szkoły Festiwalu Nauki obejmuje także specjalistyczne zajęcia, przeznaczone dla nauczycieli biologii i ukierunkowane na podniesienie ich kwalifikacji zawodowych.
SFN prowadzi zajęcia dwojakiego rodzaju:
- warsztaty laboratoryjne
- wykłady popularyzatorskie

Warsztaty laboratoryjne dostosowane są do różnych grup wiekowych, poczynając od uczniów podstawówki, przez gimnazja, na liceach kończąc. Ponadto część zajęć przeznaczona jest dla uczestników w każdym wieku. Celem warsztatów jest zapoznanie odbiorców z podstawami badań naukowych i planowania eksperymentów oraz umożliwienie samodzielnego wykonania profesjonalnych analiz laboratoryjnych.
Wykłady prowadzone są przez zaproszonych czołowych polskich naukowców i skupiają się na najpopularniejszych i najbardziej kontrowersyjnych tematach współczesnej biologii, jak ekologia czy organizmy zmodyfikowane genetycznie.
Stałe zajęcia prowadzone są w siedzibie Szkoły Festiwalu Nauki w Kampusie Ochota w Warszawie oraz w filii mieszczącej się w Szkole Głównej Gospodarstwa Wiejskiego. Nieregularnie prowadzone są także wyjazdowe zajęcia warsztatowe na terenie całej Polski oraz za granicą. SFN bierze również udział w cyklicznych imprezach popularyzatorskich jak Warszawski Festiwal Nauki czy Piknik Naukowy Radia BIS.
W ramach podniesienia świadomości biologicznej na najwyższym szczeblu społeczeństwa SFN zorganizował w 1997 roku serię zajęć edukacyjnych dla dziennikarzy oraz dla polityków.
Poza standardowymi zajęciami SFN opracowuje szereg pomocy naukowych oraz protokołów lekcyjnych dla nauczycieli biologii, kładąc szczególny nacisk na doświadczenia możliwe do przeprowadzenia na lekcjach przy niewielkim nakładzie kosztów, z zastosowaniem środków dostępnych w większości gospodarstw domowych.

## Historia Szkoły Festiwalu Nauki
Szkoła Festiwalu Nauki zainicjowana została w 2002 roku przez dwoje absolwentów biologii Uniwersytetu Warszawskiego, którzy chcieli przenieść ideę cyklicznego Warszawskiego Festiwalu Nauki na zajęcia trwające cały rok.
SFN założony został przy współpracy następujących instytucji:
- Międzynarodowego Instytutu Biologii Molekularnej i Komórkowej,
- Instytutu Biochemii i Biofizyki PAN,
- Instytutu Biologii Doświadczalnej im. Marcelego Nenckiego PAN,
- Szkoły Głównej Gospodarstwa Wiejskiego,
- Warszawskiego Festiwalu Nauki,
- Fundacji BioEdukacji

i stanowi obecnie samodzielną instytucję.
Główna siedziba SFNu mieści się w obrębie warszawskiego Kampusu Ochota, z filią w Szkole Głównej Gospodarstwa Wiejskiego. Obecnie głównym źródłem finansowania SFNu jest Fundacja BioEdukacji.